# Jesse Livermore
Jesse Lauriston Livermore fue un comerciante de valores estadounidense.
Es considerado un pionero del comercio diario y fue la base del personaje principal de Reminiscencias de un operador de valores, el libro más vendido de Edwin Lefèvre. En su tiempo, fue una de las personas más ricas del mundo, sin embargo, en el momento del suicidio, tenía pasivos superiores a sus activos. 
En un momento en que rara vez se publicaban estados financieros precisos, obtener cotizaciones de valores actuales requería una gran operación y la manipulación del mercado era desenfrenada, Livermore utilizó lo que ahora se conoce como análisis técnico como base para sus negocios. Sus principios, incluidos los efectos de la emoción en el comercio, siguen siendo estudiados.
Algunos de los oficios de Livermore, como por ejemplo adoptar posiciones cortas antes del terremoto de San Francisco de 1906 y justo antes del choque de Wall Street de 1929, son legendarios dentro de los círculos inversores. Algunos observadores han considerado a Livermore como el mayor comerciante que haya vivido nunca, pero otros han considerado su legado como un relato de precaución sobre los riesgos de apalancamiento para buscar grandes ganancias en lugar de una estrategia centrada en los más pequeños retornos consistentes.

## Biografía
Livermore nació en Shrewsbury, Massachusetts, en el seno de una familia pobre y se mudó a Acton, Massachusetts, de pequeño. Livermore aprendió a leer escribir a tres años y medio.  A los 14 años, su padre le sacó de la escuela para ayudar a la granja; sin embargo, con la bendición de su madre, Livermore huyó de casa. Luego comenzó su carrera publicando cotizaciones a la edad de Paine Webber corredor de bolsa en  Boston, ganando 5 dólares semanales.
Carrera
En 1892, a la edad de 15 años, apostó 5 dólares por Chicago, Burlington y Quincy Railroad en una bucket shop, un tipo de establecimiento que hacía apuestas apalancadas sobre los precios de las acciones pero no compró ni vendió el acción.Ganó 3,12 dólares con la apuesta de 5 dólares.
Livermore pronto ganó más cotizaciones en las tiendas de cubos que en Paine Webber. A los 16 años, dejó su trabajo y empezó a negociar a tiempo completo. Llevó a casa a su madre con 1.000 dólares, que desaprobó su "juego"; contestó que no jugaba, sino "especulando".
Por último, fue excluido de sus tiendas de cubos locales debido a su constante victoria y apostaría a las tiendas con disfraces. Luego fue a Wall Street con sus ahorros de 10.000 dólares.
Mientras comerciaba en Wall Street, entró en peligro porque la cinta de marcaje no se actualizó lo suficientemente rápidamente como para tomar las decisiones comerciales actuales. Luego se trasladó a St. Louis, donde hizo apuestas en tiendas de cubos.
Su primera gran victoria fue en 1901 a la edad de 24 años cuando compró acciones en Northern Pacific Railway. Convirtió 10.000 dólares en 500.000 dólares.
En 1906 hizo vacaciones en PalmBeach, Florida, en el club de Edward R. Bradley. Mientras estaba de vacaciones, en la dirección de Thomas W. Lawson, tomó una posición corta masiva en Union Pacific Railroad el día antes del terremoto de San Francisco de 1906, dando lugar a un beneficio de 250.000 dólares. Un tiempo después, Livermore continuó mucho stock; sin embargo, su amigo y propietario de la casa de corretaje donde hizo la mayor parte de su comercio, Edward Francis Hutton, convenció erróneamente a Livermore de cerrar su posición y acabó perdiendo 40.000 dólares.
En el Pánico de 1907, las enormes posiciones cortas de Livermore le hicieron ganar 1 millón de dólares en un solo día. Sin embargo, su mentor, J. P. Morgan, que había rescatado toda la Bolsa de Nueva York durante el accidente, le pidió que se abstuviera de más ventas a corto plazo. Livermore estuvo de acuerdo y, en cambio, se benefició del rebote, aumentando su patrimonio neto hasta los 3 millones de dólares.
Compró un yate de 200.000 dólares, un vagón de ferrocarril y un apartamento en Upper West Side. Se unió a clubes exclusivos y tenía amantes.
En 1908, escuchó a Teddy Price, quien le dijo que compraba algodón, mientras que Price venía en secreto. Quebró pero pudo recuperar todas sus pérdidas.
En 1915, volvió a presentar bancarrota.
Tras el fin de la Primera Guerra Mundial, Livermore arrinconó el algodón en secreto. Solo fue una intercepción del presidente Woodrow Wilson, impulsada por una llamada del secretario de Agricultura de Estados Unidos, que le pidió a la Casa Blanca una discusión que le detuviera el paso. Aceptó vender el algodón al equilibrio, evitando así una problemática subida del precio del algodón. Cuando se le preguntó por qué había arrinconado el mercado del algodón, Livermore respondió: "Para ver si podía, señor presidente".
En 1924 y 1925 se dedicó a la manipulación del mercado, ganando 10 millones de dólares comercializando trigo y maíz en una batalla con Arthur W. Cutten e ingeniendo un short squeeze en el material de Piggly Wiggly.
A principios de 1929, acumuló enormes posiciones cortas, utilizando más de 100 corredores de bolsa para esconder lo que hacía. En primavera había caído más de 6 millones de dólares en papel. Sin embargo, en el Wall Street Crash de 1929, ganó aproximadamente 100 millones de dólares.  Después de una serie de artículos de periódicos que le declaraban el "Gran Oso de Wall Street", se le culpó del accidente por el público y recibió amenaza de muerte, lo que el llevó a contratar a un guardaespaldas armado. 
Su segundo divorcio en 1932, el fusilamiento no mortal de su hijo por parte de su mujer en 1935 y una demanda de su amante rusa provocaron una disminución de su salud mental, mientras se creó la U.S. Securities and Exchange Commission en 1934 impuso nuevas reglas que afectaban a su negociación. Aunque se desconoce exactamente como ocurrió, finalmente perdió su fortuna y declaró en quiebra por tercera vez en 1934, enumerando activos de 84.000 dólares y deudas de 2,5 millones de dólares. Fue suspendido como miembro de la Chicago Board of Trade el 7 de marzo de 1934.
En 1937, pagó su factura fiscal de 800.000 dólares.
En 1939 abrió un negocio de asesoramiento financiero, vendiendo un sistema análisis técnico.

## Vida personal
Uno de los libros preferidos de Livermore era Delirios populares extraordinarios y la locura de las multitudes, de Charles Mackay, publicado por primera vez en 1841. También era un libro preferido de Bernard Baruch, comerciante de valores e íntimo amigo de Livermore.
Le gustaba pescar y, en 1937, pescó un pez espada de 436 libras.

### Matrimonio
Livermore se casó 3 veces y tuvo 2 hijos. Se casó con su primera esposa, Netit (Nettie) Jordan, de Indianapolis, a la edad de 23 en octubre de 1900. Sólo se habían conocido unas semanas antes de casarse.  Less que un año después, se rompió después de haber trabajado mal; para una nueva estaca, le pidió que empujara la importante colección de joyas que le había comprado, pero ella se negó, dañando permanentemente su relación. Se separaron poco después y finalmente se divorciaron en octubre de 1917.
El 2 de diciembre de 1918, a los 40 años, Livermore se casó con Dorothea (Dorothy) Fox Wendt, una joven de Ziegfeld Follies, de 22 a 23 años, en Ziegfeld Follies. Livermore tuvo relaciones con varios bailarines. La pareja tuvo dos hijos: Jesse Livermore II, nacido en 1919 y Paul, nacido en 1922. Luego va a comprar una casa cara. en Great Neck y dejó que su mujer gastara todo lo que quisiera en el mobiliario. En 1927, él y su mujer fueron robados a punta de pistola en su casa.La relación se tensó por los hábitos de consumo de Dorothy, los asuntos de Livermore con otras chicas de Ziegfeld y su gasto fastuoso. con su nuevo amante, James Walter Longcope. El 16 de septiembre de 1932 se concedió el divorcio y se casó de inmediato con su novio. Conservó la custodia de sus dos hijos y recibió un acuerdo de 10 millones de dólares. Dorothy vendió la casa de Great Neck, en la que Livermore gastó 3,5 millones de dólares, por 222.000 dólares. La casa fue derribada, deprimiendo Livermore.
El 28 de marzo de 1933, Livermore, de 56 años, se casó con la cantante y socialista Harriet Metz Noble de 38 años en Ginebra, Illinois. Se conocieron en 1931 en Viena, donde actuaba Metz Noble y Livermore estaba de vacaciones. Metz Noble era de una familia destacada Omaha que había hecho fortuna en las cervecerías. Livermore era el quinto marido de Metz Noble; al menos 2 de los maridos anteriores de Metz se habían suicidado, incluido Warren Noble, que se colgó después del Wall Street Crash de 1929.

## Suicidio
El 28 de noviembre de 1940, poco después de las cinco y media de la tarde, Livermore se disparó fatalmente con una pistola automática Colt en el vestuario del hotel de Sherry-Netherland en Manhattan, donde normalmente tenía cócteles. La policía halló una nota suicida de ocho pequeñas páginas manuscritas en el cuaderno personal de Livermore, atado a piel.  La nota se dirigía a la esposa de Livermore, Harriet (a quien Livermore apodó “Nina”), y decía: “Mi querida Nina: no puedo evitarlo. Las cosas han estado mal conmigo Estoy harto de luchar. No puedo seguir más. Ésta es la única salida. Soy indigno de tu amor. Soy un fracaso. Lo siento, pero ésta es la única salida para mí. Amor. Laurie ".
Su hijo, Jesse Livermore Jr., se suicidó en 1975. Su nieto también se suicidó.

## Publicaciones
A finales de 1939, el hijo de Livermore, Jesse Jr., sugirió a su padre que escribiera un libro sobre comercio. El libro, "Cómo operar en acciones", fue publicado por Duell, Sloan y Pearce en marzo de 1940. El libro no se vendió bien ya que la Segunda Guerra Mundial estaba en marcha y el interés general en el mercado de valores era bajo. Sus métodos de inversión fueron controvertidos en ese momento y el libro recibió críticas diversas al publicarse.